# Universal Studios
Cet article concerne les studios de tournage d'Universal. Pour la société de production mère, voir Universal Pictures. Pour le parc à thèmes adjacent, voir Universal Studios Hollywood.
Pour les articles homonymes, voir Universal.
Les studios Universal (désignés par Universal Studios Lot en anglais) sont des studios de tournage de cinéma et de télévision appartenant à Universal Pictures et situés à Universal City en Californie. Ils sont situés à côté du parc d'attractions Universal Studios Hollywood (l'attraction Studio Tour permet leur visite).
Les studios possèdent des décors permanents dans le backlot, utilisés dans de nombreux films et séries télévisées.

## Histoire

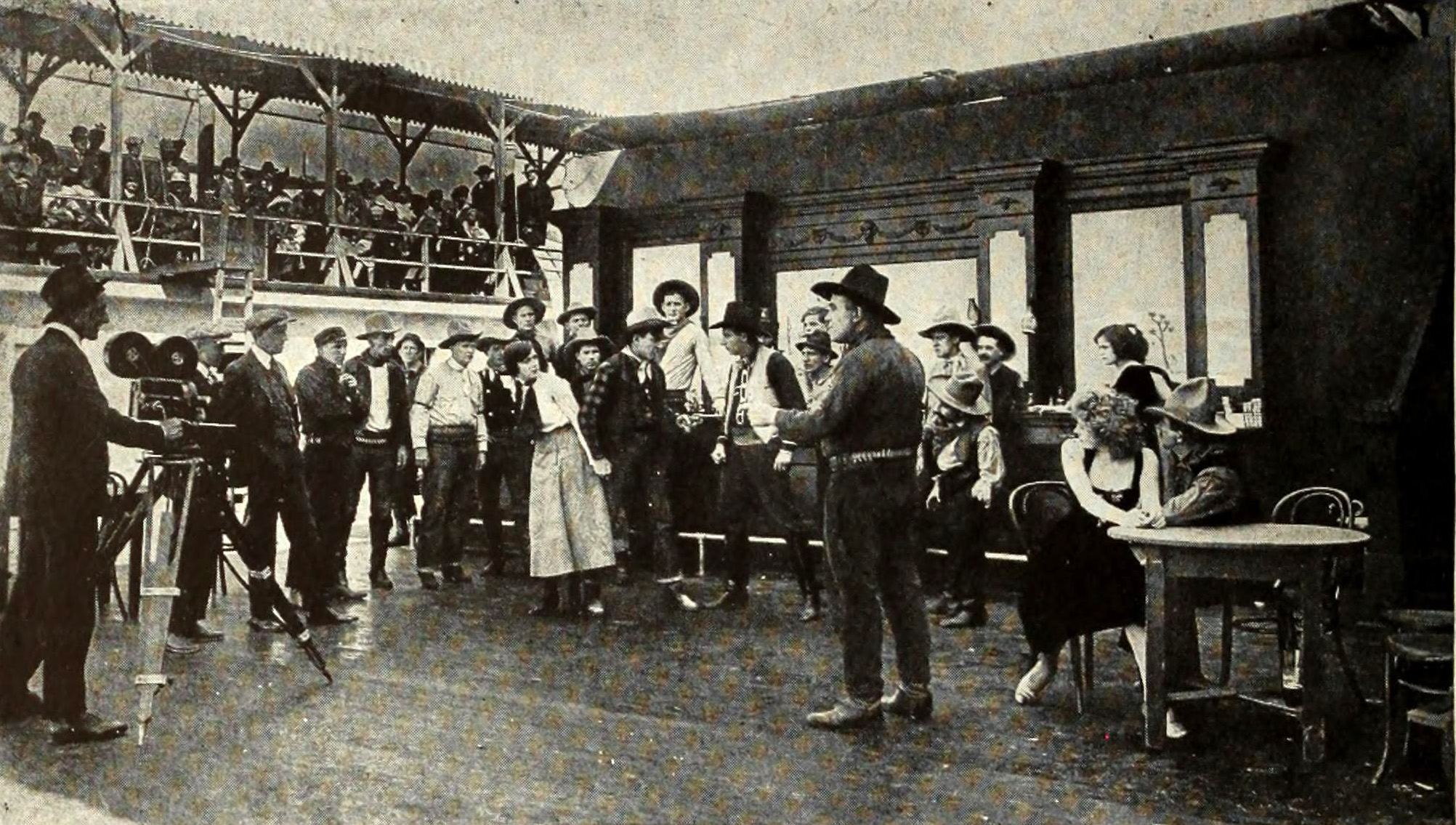
Tournage de Love's Lariat en 1916 dans les studios. À droite, la vedette du film, Harry Carey. En haut à gauche, les visiteurs du studio.

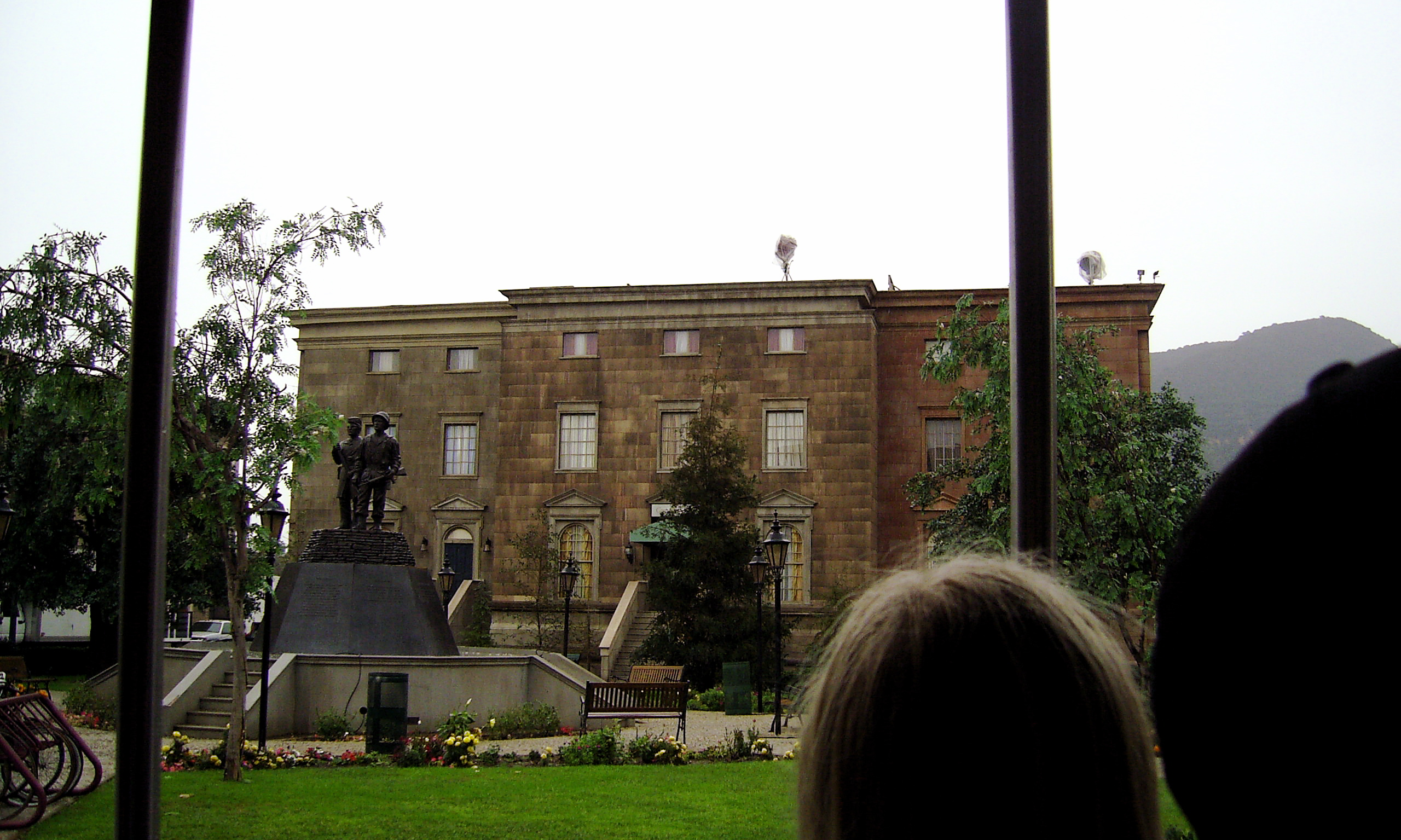
Courthouse Square, décor notamment utilisé dans les films Retour vers le futur ou encore la série Ghost Whisperer

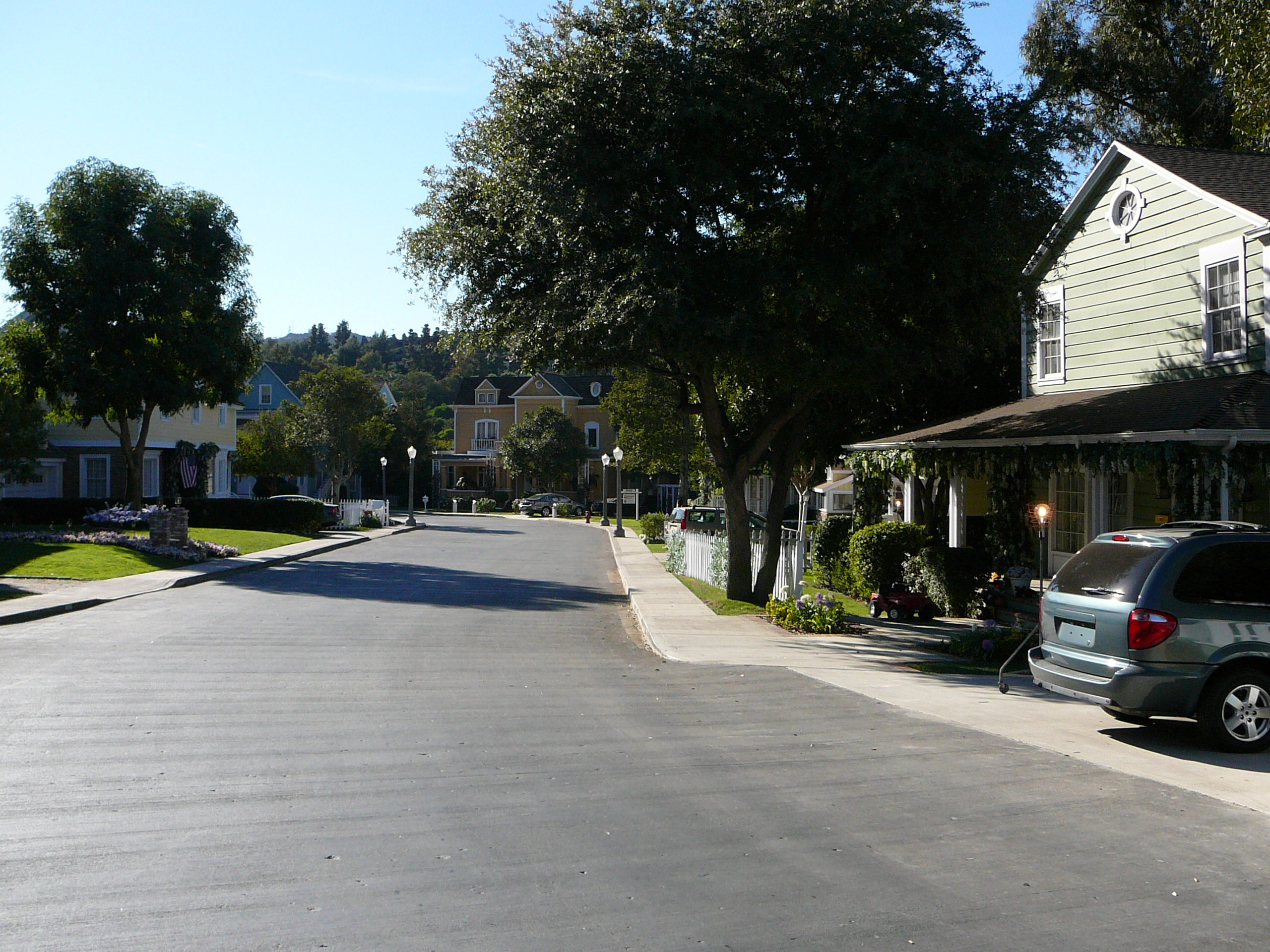
Le décor permanent de Colonial Street, servant notamment pour Desperate Housewives

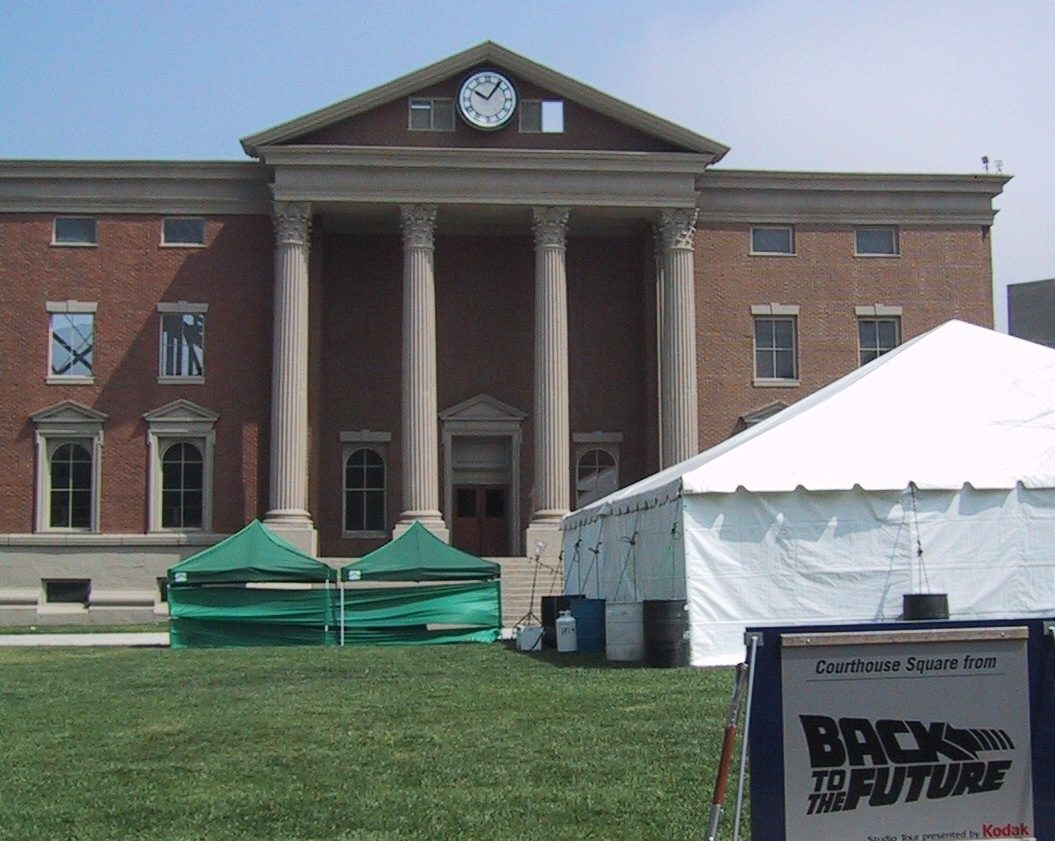
Le décor de Hill Valley dans le backlot des studios

Le 15 mars 1915, Carl Laemmle ouvre la plus grande installation de production cinématographique au monde, Universal City, sur le terrain d'une ancienne ferme de 230 acres (0,9 km2), juste au-dessus du Col de Cahuenga à Hollywood, dans la vallée de San Fernando. Carl Laemmle ouvre ensuite son studio aux touristes. Universal devient le plus grand studio à Hollywood. On y tourne des mélodrames, des westerns et des séries à peu de frais.
En 1950, les studios s'agrandissent et couvrent désormais une superficie de 400 acres(1,565 217 391 km2),après l'acquisition des terrains au sud. Music Corporation of America rachète les studios en 1958. Universal a ensuite loué sa propriété à MCA jusqu'à ce que MCA et Universal fusionnent en 1962.
Durant les décennies suivantes, de nombreuses séries, émissions télévisées et films (parfois même produits par d'autres sociétés de production) sont tournés dans les studios Universal, notamment dans des décors quasi-permanents comme le Courthouse Square ou encore Colonial Street situés dans le backlot. On peut notamment inclure dans ses productions : Psychose (1960), Retour vers le futur (1985), La Guerre des mondes (2005) ou encore la série télévisée Desperate Housewives (2004-2012).
Les studios sont devenus l'un des plus grands pôles de productions et de services liés à la production audiovisuel. Les lieux continuent de se moderniser et de s'agrandir avec de nouveaux plateaux et immeubles.

## Studio Tour

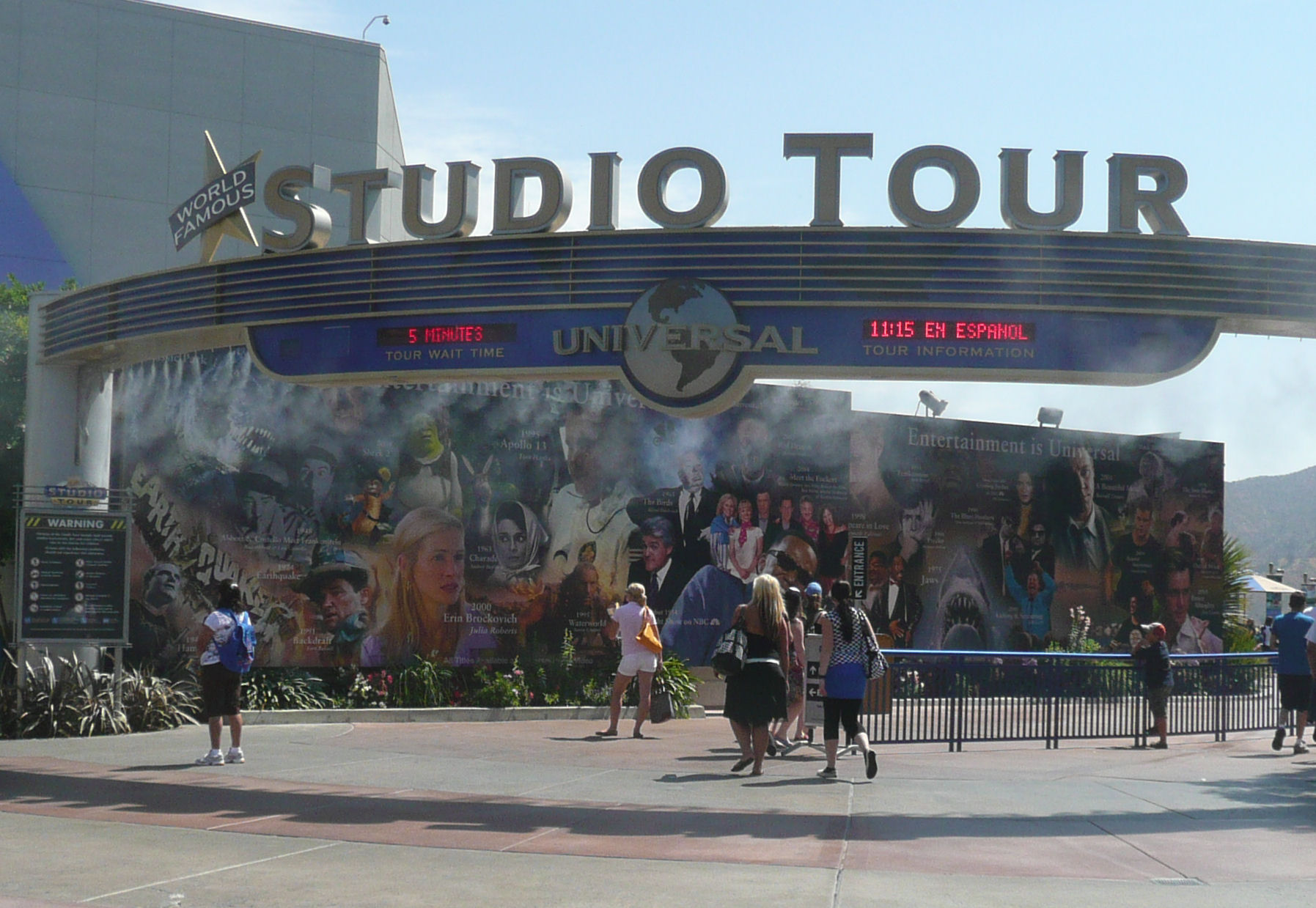
Le Studio Tour

Le Studio Tour ou (The Backlot Tour) est une attraction du parc Universal Studios Hollywood, située juste à côté des studios de tournage et inaugurée en 1964. Les visiteurs sont assis dans un tram et visitent ainsi une partie des studios, où ils peuvent voir des décors de films. Le tour dure entre 45 et 50 minutes et est narré par un guide-vidéo. Une attraction similaire, mais plus petite, a ouvert à Universal Studios Florida, mais ferme en 1995.

## Plateaux
- Plateau 1 (854 m2)[1]
- Plateau 3 (1 237 m2)
- Plateau 4 (987 m2)
- Plateau 5 (826 m2)
- Plateau 12 (2 700 m2)
- Plateau 16 (1 070 m2)
- Plateau 17 (936 m2)
- Plateau 18 (990 m2)
- Plateau 19 (990 m2)
- Plateau 20 (990 m2)
- Plateau 21 (1 830 m2)
- Plateau 22 (1 672 m2)
- Plateau 23 (1 672 m2)
- Plateau 24 (1 677 m2)
- Plateau 25 (1 677 m2)
- Plateau 26 (1 677 m2)
- Plateau 27 (1 677 m2)
- Plateau 33 (634 m2)
- Plateau 34 (634 m2)
- Plateau 35 (634 m2)
- Plateau 36 (634 m2)
- Plateau 37 (1 300 m2)
- Plateau 41 (1 326 m2)
- Plateau 42 (1 326 m2)
- Plateau 43 (1 326 m2)
- Plateau 44 (1 326 m2)
- Plateau 747 (761 m2)
- 1220 Studio (539 m2)

## Liste non exhaustive des œuvres tournées dans les studios
Source partielle : Internet Movie Database

### Films
- 1916 : Vingt Mille Lieues sous les mers (20,000 Leagues Under the Sea) de Stuart Paton
- 1916 : Le Géant de la forêt (The End of the Rainbow) de Jeanie Macpherson et Lynn Reynolds
- 1916 : A Romance of Billy Goat Hill de Lynn Reynolds
- 1917 : Mr. Opp de Lynn Reynolds
- 1917 : The Show Down de Lynn Reynolds
- 1917 : Mutiny de Lynn Reynolds
- 1919 : Dégradation (The Brute Breaker) de Lynn Reynolds
- 1920 : The Red Lane de Lynn Reynolds
- 1921 : The Show Down) de William J. Craft
- 1925 : Le Fantôme de l'Opéra (The Phantom of the Opera) de Rupert Julian
- 1929 : L'Art de réussir (Skinner Steps Out) de William J. Craft
- 1931 : Frankenstein de James Whale
- 1933 : Murder on the Campus de Richard Thorpe
- 1934 : City Park de Richard Thorpe
- 1953 : Double Filature (Forbidden) de Rudolph Maté
- 1960 : Psychose (Psycho) d'Alfred Hitchcock
- 1984 : Gremlins de Joe Dante
- 1985 : Retour vers le futur (Back to the Future) de Robert Zemeckis
- 1990 : Un flic à la maternelle (Kindergarten Cop) d'Ivan Reitman
- 1994 : Le Flic de Beverly Hills 3 (Beverly Hills Cop III) de John Landis
- 2001 : Jurassic Park 3 de Joe Johnston
- 2001 : Ocean's Eleven de Steven Soderbergh
- 2003 : Braquage à l'italienne (The Italian Job) de F. Gary Gray
- 2005 : La Guerre des mondes (War of the Worlds) de Steven Spielberg
- 2006 : Déjà vu de Tony Scott
- 2008 : Indiana Jones et le Royaume du crâne de cristal (Indiana Jones and the Kingdom of the Crystal Skull) de Steven Spielberg
- 2019 : Fast and Furious: Hobbs and Shaw (Fast and Furious Presents: Hobbs and Shaw) de David Leitch
- 2025 : War of the Worlds de Rich Lee

### Séries et émissions télévisées
- 2004-2012 : Desperate Housewives
- 2005-2010 : Ghost Whisperer
- 2016-2020 : The Good Place
- 2016 : American Ninja Warrior (en) (NBC) (certaines phases de qualifications et finales)